# 連帯経済
連帯経済（れんたいけいざい）とは、社会連帯を基盤とする経済活動の総称である。

## 概要
連帯経済とは以下に示される経済活動を総称したものであるが、これら一見すると別々のものに見える活動は、現在の資本主義経済の主な担い手である私企業とは異なり、社会的連帯を基盤として行われる経済活動である点が共通している。株式会社など従来の私企業の経済で運営されるもの（特にフェアトレードに多い）でも、連帯経済の担い手と分類されるものでは経営理念で社会的連帯がうたわれており、実際にそのような理念で業務が行われている。私企業による経済活動では基本的に株主利益が最重要視され、その株主利益を損なったり、あるいは法令に違反したりしない範囲でしか労働者や環境が保護されない構造がある以上、そうではなく社会的連帯を最重要視することで従来の経済活動では見落とされがちである分野も配慮してゆき、特に従来の経済体制の中で社会的疎外に苦しむ人たちを社会の中に取り込んでゆこうというのが、連帯経済の主な趣旨であると言える。

## 社会的経済との違い
連帯経済という概念が勃興する以前から社会的経済という表現が、特にフランスを中心として使われていたが、これらは協同組合、NPO（フランスではアソシアシオンと呼ばれる）、財団および共済組合といった非資本主義的経済活動、すなわち資本だけ提供する株主への利益配分を活動目的とはしない経済活動の総称である。それに対し連帯経済は、1980年代以降に特に現在の新自由主義型グローバリゼーションに対する代替案として、主に社会運動の文脈から登場した事例を指す。両者の間には共通点もあるが、非資本主義的構造を重視する社会的経済（日本ならJAや労働金庫など）と、社会変革を目指した運動という側面の強い連帯経済（フェアトレードやNPOバンクなど）の間では、その性質にかなりの差があると言える。

## 具体例
- NPO: NPOは非営利であるがゆえに、営利企業では実現しにくいサービスを実現していることから、連帯経済の担い手とみなされる。
- フェアトレード: フェアトレードは途上国の製品を高く買うことで途上国の生産者の生活水準の向上を実現していることから、連帯経済の担い手とみなされる。
- 補完通貨: 日本では地域通貨として知られているが、これにより地域内のたすけあい型の経済活動を推進できることから、連帯経済の担い手とみなされる。
- マイクロクレジット: 通常の銀行などからは融資が受けられず、よって起業ができない人たちに融資を行うことで彼らの起業および経済的自立を促すことから、連帯経済の担い手とみなされる。また、ブラジルのパルマス銀行のように、前述の補完通貨建てでマイクロクレジットを実践する団体も世界には存在する。
- 社会的企業
- 倫理的消費: 生産活動における倫理性（低賃金長時間労働や環境汚染などのなさ）を重視した消費行動。前述のフェアトレードもこの一種。
- 協同組合: 株主のためではなく組合員のための経済活動が行われることから、連帯経済の担い手とみなされる。最近ではアルゼンチンやブラジルなどを中心に、回復企業（倒産した工場などにおいて元従業員が協同組合を結成した上で工場の運営を行う動き）の運動も盛んになっている。日本ではワーカーズ・コレクティブという名称が使われており、首都圏などで弁当作りや介護・子育て支援などの活動に従事するものが多い。
- オープンソース: 私企業により利益目的ではなく公益を目的として無料で利用できることから、連帯経済の担い手とみなされる。
- イスラム銀行 - イスラム教徒であれば、無利子で融資を行う（コーランでは利子が禁止されている）。・
- コミュニティシネマ、シネクラブ
- 奨学金

## 世界的動向
連帯経済という表現が使われるようになったのは最近のことであるが、特にフランスではかなり以前から、協同組合などに対して社会的経済という名称が使われていた。それに対し連帯経済という表現が使われるようになったのは1990年代からであり、市民社会の成熟に伴い市民社会の連帯を基盤として実施されるさまざまな経済活動を総称する目的で使われている。特に、ル・モンド・ディプロマティークで連帯経済が紹介されたり、世界社会フォーラムなどで連帯経済が取り扱われたりしていることから、英語圏諸国よりもフランス・イタリア・スペイン・メキシコ・ブラジル・アルゼンチン・カナダ（特にケベック州）など主にラテン系諸国でこの運動が盛んに行われてきていたが、最近ではドイツ・オーストリアやアメリカ合衆国でも連帯経済に対する関心が高まっている。また、ブラジルではルラ政権のもとで労働雇用省内に連帯経済局が設置されたり、ブラジル連帯経済フォーラムにより全国ネットワークが強化されたり、州や市町村レベルで連帯経済の推進のための政策が実施されるなど、その発展水準は目を見張るものがある。
また、アジアでも2007年10月にフィリピンの首都マニラで第1回連帯経済フォーラム が開催され、2009年11月には東京で第2回連帯経済フォーラムが開催された ことから、少しずつ連帯経済への関心が高まっているといえる。ちなみに第3回は2011年11月にマレーシアでの開催が予定されている。